# Ben Paulen
Benjamin Sanford Paulen, född 14 juli 1869 i DeWitt County, Illinois, död 11 juli 1961 i Fredonia, Kansas, var en amerikansk republikansk politiker. Han var Kansas viceguvernör 1923–1925 och guvernör 1925–1929.
Paulen studerade en termin vid University of Kansas och fortsatte sedan studierna vid Bryant and Stratton Business College i Saint Louis. Han var Fredonias borgmästare innan han satt i Kansas senat 1913–1921.
Paulen efterträdde 1923 Charles H. Huffman som Kansas viceguvernör. År 1925 efterträdde han sedan Jonathan M. Davis som Kansas guvernör. I det ämbetet efterträddes han 1929 av Clyde M. Reed.
Paulen avled 1961 och gravsattes i Fredonia.